# Moonrise
Moonrise är en amerikansk film från 1948 i regi av Frank Borzage. Filmen bygger på en roman med samma namn av Theodore Strauss. Filmen nominerades senare till en Oscar för bästa ljud.

## Rollista
- Dane Clark - Danny Hawkins
- Gail Russell - Gilly Johnson
- Ethel Barrymore - Grandma
- Allyn Joslyn - Clem Otis, sheriff
- Rex Ingram - Mose
- Harry Morgan - Billy Scripture
- David Street - Ken Williams
- Selena Royle - Jessie
- Harry Carey Jr. - Jimmy Biff
- Irving Bacon - Judd Jenkins
- Lloyd Bridges - Jerry Sykes
- Houseley Stevenson - Joe Jingle
- Phil Brown - Elmer
- Lila Leeds - Julie
- Tom Fadden - Homer Blackstone
- Charles Lane - Mr. Chandler